# Bani Suheila
Bani Suheila (Arabisch: بني سهيلا) is een Palestijnse stad in het gouvernement Khan Yunis. Bani Suheila telt 31.688 inwoners (2007).